# Vicovu de Jos
Vicovu de Jos – wieś w Rumunii, w okręgu Suczawa, w gminie Vicovu de Jos. W 2011 roku liczyła 5925 mieszkańców. 